# Fockea sinuata
Fockea sinuata là một loài thực vật có hoa trong họ La bố ma. Loài này được Ernst Heinrich Friedrich Meyer mô tả khoa học đầu tiên năm 1838 dưới danh pháp Brachystelma sinuatum. Năm 1916 George Claridge Druce chuyển nó sang chi Fockea.
Loài này phân bố từ trung và nam Namibia tới Free State, Nam Phi.